# Stobbea
Stobbea is een geslacht van rechtvleugeligen uit de familie veldsprinkhanen (Acrididae). De wetenschappelijke naam van dit geslacht is voor het eerst geldig gepubliceerd in 1929 door Willy Adolf Theodor Ramme.

## Soorten
Het geslacht Stobbea omvat de volgende soorten:
- Stobbea riggenbachi Ramme, 1929
- Stobbea togoensis Ramme, 1929
- Stobbea undulata Ramme, 1929